# 이예원 (배우)
이예원(2010년 9월 24일 ~ )은 대한민국의 아역배우이다.

## 출연 작품

### 방송
- MBC 《아버님 제가 모실게요》 ... 한아인 역
- MBC 《이리와 안아줘》 ... 어린 소진 역 (최린 아역)
- KBS2 《끝까지 사랑》
- SBS 《미스 마: 복수의 여신》 ... 장민서 역
- MBC 《용왕님 보우하사》 ... (이소연 아역)

### 영화
- 《내게 남은 사랑을》 (2017년) ... 김별님 역
- 《레슬러》 (2018년) ... 어린 가영 역
- 《강낭콩 한살이》 (2018년) ... 수아 역
- 《걸음이 빠른 달팽이》 (2018년) ... 예원 역
- 《로망》 (2019년) ... 조은지 역
- 《반도》 (2020년) … 유진 역
- 《소년들》 (2023년) … 어린 황해미 역 (정예진 아역)

### 광고
- 2023. 아에르 - 마스크 및 필터샤워기
- 2016. 맘스터치 - 화이트갈릭버거편
- 2016. 서울우유 - 앙팡치즈 까요까요